# Capranica Prenestina
Capranica Prenestina è un comune italiano di 323 abitanti della città metropolitana di Roma Capitale nel Lazio. Fa parte della Comunità montana dei Monti Sabini, Tiburtini, Cornicolani e Prenestini, nonché del GAL dei Monti Prenestini e Valle del Giovenzano. Il territorio comunale include la frazione di Guadagnolo, che rappresenta il centro abitato non comunale più alto del Lazio, e il Santuario della Mentorella, uno dei più antichi santuari mariani d'Italia e d'Europa.
Il 16 novembre 2024 Capranica Prenestina ha ricevuto la bandiera dell'associazione "I Borghi più belli d'Italia".

## Geografia fisica

### Territorio
Il comune sorge sulla dorsale dei Monti Prenestini, che raggiungono e superano i 1 218 m con il monte Guadagnolo. Nel territorio comunale si trova anche il monte Cerella che, con i suoi 1 203 m, è la seconda vetta dei monti Prenestini. Il territorio è in gran parte montano e ricoperto di boschi e vi scorre il fiume Sacco.

### Clima
- Classificazione climatica: zona E, 2 927 GG

## Storia
L’area sub-appenninica in cui sorge Capranica Prenestina è stata abitata anche prima dell’era volgare, ma il borgo viene citato per la prima volta in una Bolla papale del 970 quale parte dei possedimenti concessi in enfiteusi da papa Giovanni XIII – al secolo Giovanni de’ Crescenzi – alla sorella, la senatrice Stefania. Tali possedimenti erano costituiti dalla città di Preneste, odierna Palestrina, e dalle località di Cave, Rocca di Cave, Gallicano e Capranica: con la concessione il papa affidava alla sorella il compito di provvedere alla costruzione di opere fortificate che proteggessero quei territori dalle incursioni degli eserciti stranieri. A quell’epoca, l’abitato di Capranica era situato a pochi chilometri di distanza in direzione nord dal sito attuale: ne rimangono tracce ancor oggi visibili, che prendono il nome di Capranica Vecchia. Sviluppato intorno ad un castello, il primitivo borgo venne distrutto da un incendio e i suoi abitanti furono costretti a spostarsi nell'attuale sito, dal nome prima di Castello Nuovo e poi di Capranica.
Il borgo continuò a seguire nei decenni successivi le vicende della famiglia Crescenzi e successivamente della famiglia Colonna, la cui stirpe prese inizio nella seconda metà dell’undicesimo secolo dal matrimonio tra la feudataria Emilia de’ Crescenzi e Gregorio II dei Conti di Tuscolo; fu il loro figlio Pietro a decidere di assumere il nome di Pietro da Colonna, traendolo dall’omonima località sita a pochi chilometri da Roma.
Un atto datato 7 febbraio 1252, che sancisce l’assegnazione di Capranica ad Oddone Colonna a seguito della risoluzione di una controversia tra questi e il cugino Pietro, è la prima testimonianza storica dell’esistenza dell’odierna Capranica Prenestina. Dopo pochi decenni il borgo venne distrutto dalle truppe papali di Bonifacio VIII – al secolo Benedetto Caetani – che nel 1298, nell’ambito dello scontro di potere tra la famiglia Caetani e la famiglia Colonna, riservarono a Capranica la stessa sorte di Palestrina.
Nel 1417, l’ascesa al soglio pontificio di un membro della famiglia Colonna rappresentò indirettamente un evento fondamentale per il piccolo abitato prenestino. Fu infatti Oddone Colonna, divenuto papa in quell’anno col nome di Martino V, che avrebbe nominato cardinale nel 1426 Domenico Capranica, nato a Capranica nel 1400 e già vescovo di Fermo nonché governatore di Forlì, aumentando così il prestigio della famiglia Capranica e consentendole di entrare nel novero delle più influenti dinastie patrizie romane. Già Paolo, fratello maggiore di Domenico, sotto il pontificato di Martino V era divenuto prima vescovo di Evreux e nel 1427 arcivescovo di Benevento; ma la rettezza morale, le capacità amministrative e le doti diplomatiche dei Capranica vennero riconosciute anche dai due pontefici che succedettero a Martino V: Callisto III e soprattutto Pio II, papa Piccolomini, che nel 1460 nominò cardinale Angelo, fratello minore di Domenico. La cordialità di rapporti tra i Colonna e i Capranica ebbe come effetto pratico lo scioglimento dal vincolo feudale di tutti i beni da questi ultimi posseduti, tra altri, nel territorio prenestino (18 maggio 1442), come atto di ringraziamento per i servizi resi.
Il borgo ricompare nelle cronache storiche a causa di una estensione meridionale della cosiddetta “guerra del sale”, che vide Capranica nel 1484 assediata dalle truppe papali di Sisto IV, alleate della Repubblica di Venezia, e difesa dall’esercito dei Colonna, che avevano preso le parti del Ducato di Ferrara e del Regno di Napoli; dopodiché Capranica subì le alterne vicende storiche e politiche delle più influenti casate delle epoche che si succedettero.
Il papa Borgia, salito sul soglio pontificio nel 1492 col nome di Alessandro VI, interruppe con la forza la signoria dei Colonna sul borgo prenestino; nel 1503 papa Giulio II lo restituirà ai precedenti proprietari. Fu un membro della famiglia Capranica – Giuliano, pronipote dei cardinali Domenico e Angelo – a commissionare la costruzione della chiesa di Santa Maria Maddalena (1520); ma affinché Capranica passi sotto il dominio dell’eponima famiglia bisognerà attendere il 1568, quando Angelo Capranica acquistò il castello dalla famiglia Massimo, che lo aveva ottenuto cinque anni prima dai Colonna, e vi stabilì la propria signoria, edificando il palazzo baronale. Dopo circa ottant’anni, difficoltà di carattere economico costrinsero i Capranica a cedere il borgo alla famiglia Barberini, che ne conservò il possesso fino al 1870: in quell’anno i Barberini rinunciarono ai diritti feudali concedendoli in enfiteusi al comune di Capranica Prenestina, che se ne affrancò in breve tempo pagando il capitale dovuto.
Il Regio Decreto del 18 agosto 1872 n. 972 autorizzò il comune di Capranica a modificare la propria denominazione, che da allora divenne Capranica Prenestina; il Regio Decreto del 28 marzo 1929 n. 814 dispose l’associazione al Comune di Capranica Prenestina, quale sua frazione, dell’abitato di Guadagnolo, situato a 1215 m s.l.m. e a circa dieci chilometri di strada di distanza.
Il 23 ed il 25 maggio del 1944, nell’ambito delle azioni a sostegno della risalita verso il Nord Italia conseguenti agli sbarchi di Salerno e di Anzio, gli alleati bombardarono Capranica Prenestina causando complessivamente 39 morti e 27 feriti.

### Simboli
Lo stemma e il gonfalone del comune di Capranica Prenestina sono stati concessi con decreto del presidente della Repubblica del 21 marzo 1997.
Lo stemma riprende il blasone della nobile famiglia Capranica. Il gonfalone è un drappo partito di giallo e di verde.

## Monumenti e luoghi d'interesse

### Architetture religiose

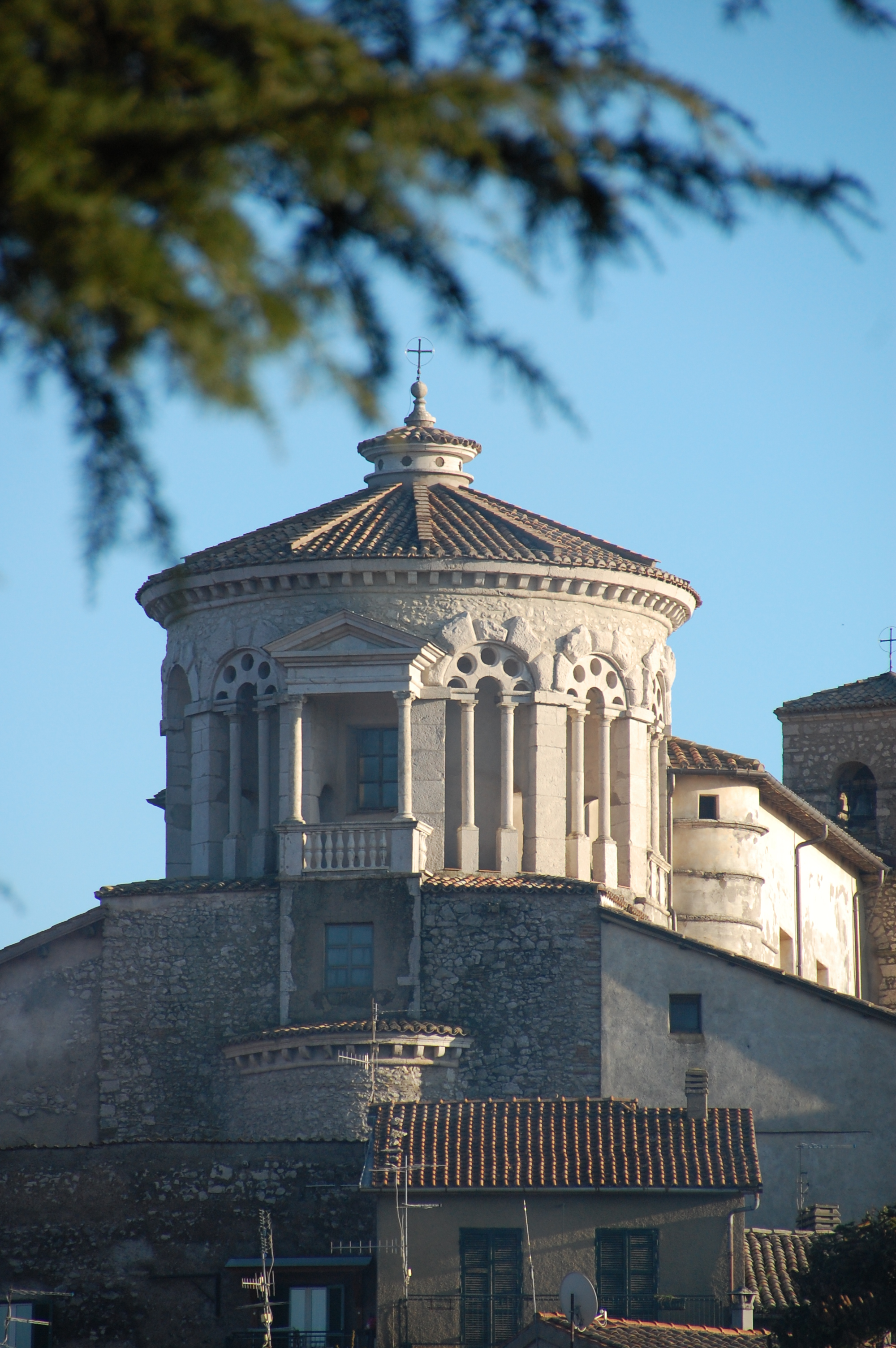
Il "Cupolino" della Chiesa della Maddalena

- Degna di menzione è la Chiesa della Maddalena, dominata dall'elegante e originale “Cupolino” che gli studiosi attribuiscono alla scuola del Bramante.
- Santuario della Mentorella

### Architetture civili
- Palazzo Capranica, oggi Barberini, spicca per imponenza sulla compatta struttura edilizia del borgo. Il Palazzo sorge su antiche preesistenze medioevali di cui ancora si conservano testimonianze nella struttura interna, mentre all'esterno conserva ancora intatta la sua nobile struttura cinquecentesca elegantemente articolata tra fitta tessitura in pietra calcarea bianca.

### Architetture militari
- Castello; il capoluogo comunale sorge in posizione panoramica ed è costituito dal nucleo storico del castello di pianta circolare, in cui le vecchie case e le antiche costruzioni (chiese e palazzi) si stringono sugli stretti viottoli e le gradinate del borgo, e da poche altre abitazioni in stile moderno che sono in prossimità della circolare piazza Pietro Baccelli o leggermente fuori dall'abitato in direzione della via Capranica Prenestina.

## Società

### Evoluzione demografica
Abitanti censiti

### Etnie e minoranze straniere
Secondo i dati ISTAT al 31 dicembre 2015 la popolazione straniera residente era di 38 persone (10,83%). Le nazionalità maggiormente rappresentate in base alla loro percentuale sul totale della popolazione residente erano:
- Polonia 12 (3,42%)
- Romania 11 (3,13%)

## Cultura

### Museo Civico Naturalistico dei Monti Prenestini
Il palazzo Barberini, sede del Comune, ospita negli ultimi due livelli il Museo Civico Naturalistico dei Monti Prenestini, inaugurato il 16 giugno 2001 ed inserito nell'Organizzazione Museale Regionale (O.M.R.) nonché nel Sistema Museale Tematico RESINA, nato dalla necessità di un rilancio del turismo culturale e ambientalista, per una divulgazione e conoscenza del patrimonio ambientale e culturale della zona.

### Cinema
Il territorio capranicense, borgo e dintorni, è stato utilizzato come set per il film "Vacanze per un massacro" (1980), diretto da Fernando Di Leo.
Nella serie televisiva The Bad Guy (2022), diretta da Giancarlo Fontana e Giuseppe G. Stasi, il protagonista Nino Scotellaro (Luigi Lo Cascio) evade rocambolescamente e cerca rifugio in Abruzzo, in un paesino di fantasia denominato Cupoli, per rappresentare il quale la produzione ha scelto il Casale delle Pietrische, sito etrusco nel territorio di Manziana (RM); la scena in cui il protagonista arriva a Cupoli in autobus è però girata nella frazione Guadagnolo.

## Amministrazione

### Sindaci
| Periodo        | Periodo        | Primo cittadino      | Partito                              | Carica  | Note |
| -------------- | -------------- | -------------------- | ------------------------------------ | ------- | ---- |
| 23 aprile 1995 | 12 giugno 2004 | Francesco Colagrossi | lista civica                         | Sindaco |      |
| 13 giugno 2004 | 6 giugno 2009  | Carlo Lunghi         | lista civica                         | Sindaco |      |
| 7 giugno 2009  | 25 maggio 2014 | Francesco Colagrossi | lista civica                         | Sindaco |      |
| 25 maggio 2014 | in carica      | Francesco Colagrossi | lista civica è Tempo di Fare Insieme | Sindaco |      |